# Berkendaal
Berkendaal (Frans: Berkendael) is een wijk in de Belgische gemeente Elsene in het Brussels Hoofdstedelijk Gewest. Berkendaal ligt samen met de wijk Tenbos in de westelijke exclave van de gemeente Elsene, tussen Sint-Gillis in het westen en de zuidelijke uitbreiding van Brussel met de Louizalaan in het oosten. De wijk ligt op de grens met Ukkel in het zuiden en met Vorst in het zuidwesten.

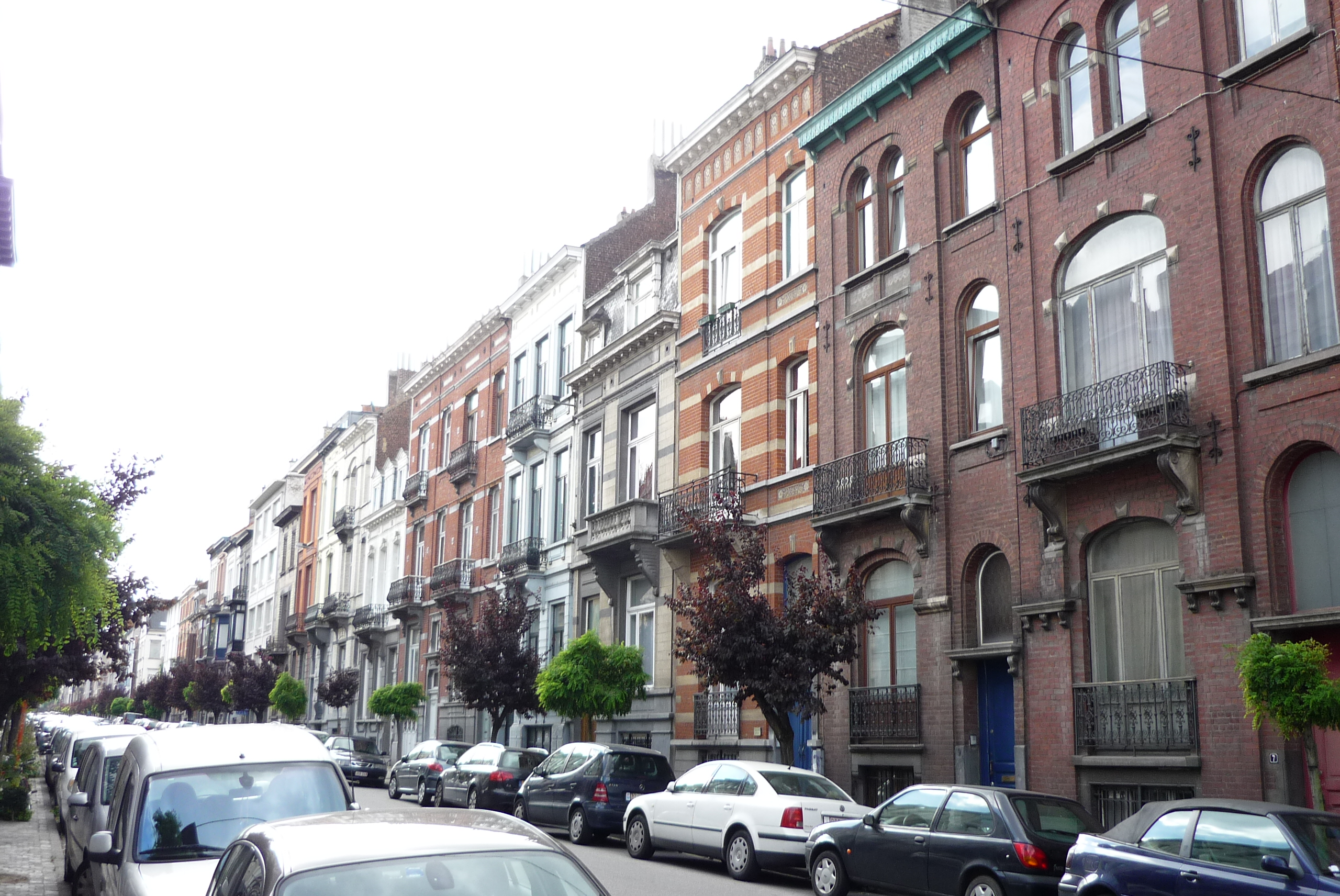
Franz Merjaystraat

## Geschiedenis
Het gebied bleef tot eind 19de eeuw landelijk. In de laatste decennia van de 19de eeuw breidde de verstedelijking van Brussel zich uit en werd Tenbos, ten noorden van Berkendaal, geürbaniseerd. Er werden vervolgens ook plannen gemaakt om de verstedelijking verder uit te breiden en ook Berkendaal tot een residentiële wijk uit te bouwen, onder meer onder impuls van Georges Brugmann. In 1875 kreeg hij al de toelating om voor een eerste uitbreiding in het noorden van het gebied. Aanvankelijk werd hier in de jaren 80 ook een kapel opgericht, maar toen deze te klein werd werd een nieuwe kerk opgetrokken in de Tenboswijk. De kapel werd ontwijd in 1896 en zou in 1927 gesloopt worden.
In 1898 werd diende Brugmann een zoveelste plan in voor de uitbouw van de wijk, waarin César Boon zou instaan voor de uitvoering. Volgens dit plan werd de wijk uitgebouwd in een visgraatmotief rond de centrale Louis Lepoutrelaan. Op het uiteinde van de laan werd de plaats voorzien voor een nieuwe kerk. In het zuiden zou in west-oostrichting de Molièrelaan lopen tussen de Brugmannlaan en het voormalig gehucht Vleurgat. In het begin van de 20ste eeuw werd het gebied binnen de driehoek tussen de Waterloosesteenweg in het noorden, de Burgmannlaan in het westen en de Molièrelaan in het zuiden verstedelijkt. Pas in 1934 werd de Onze-Lieve-Vrouw Boodschapkerk er opgetrokken.

## Bezienswaardigheden

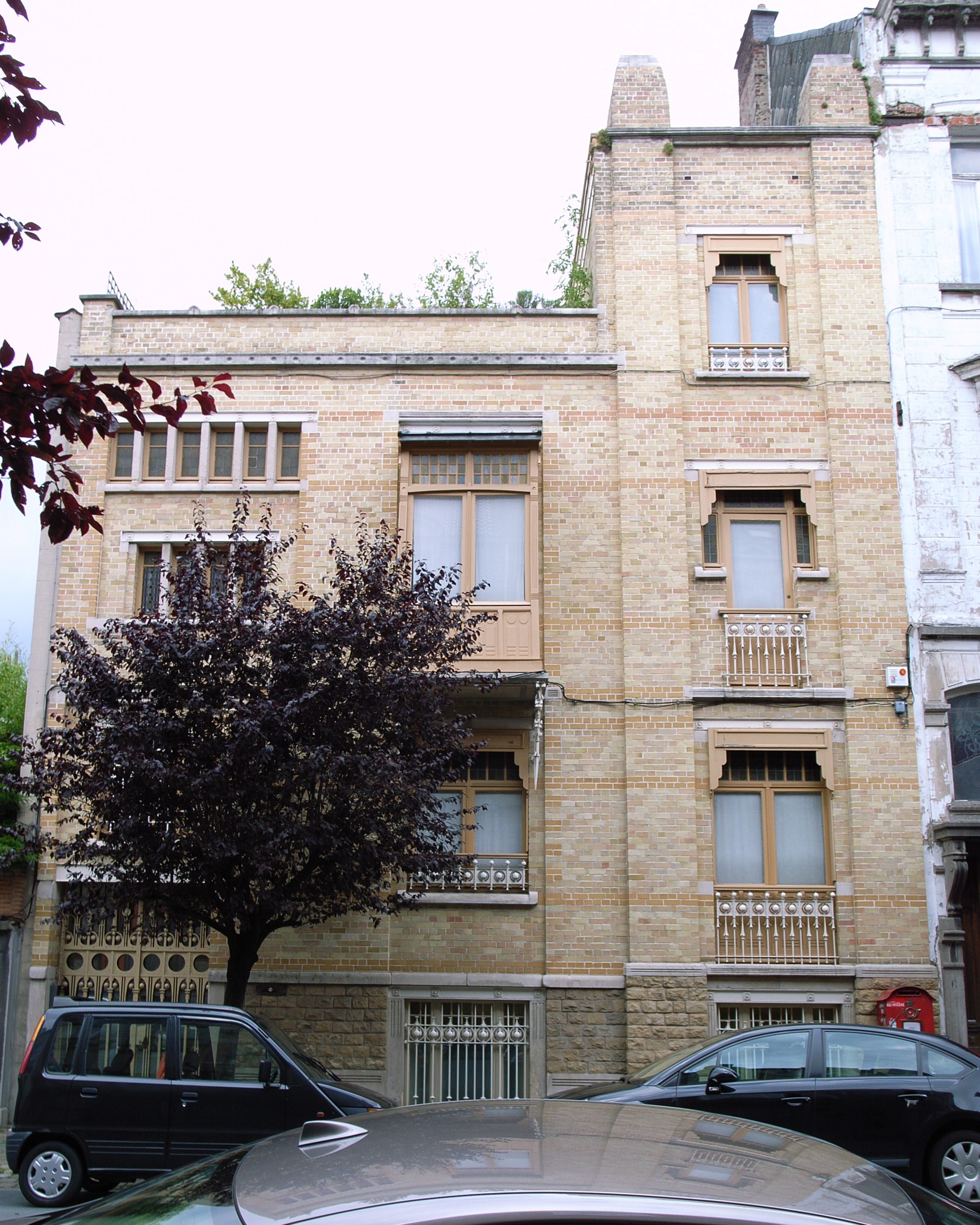
Huis van Géo Bernier

- de Onze-Lieve-Vrouw Boodschapkerk uit 1934
- de wijk telt heel wat woningen uit het begin van 20ste eeuw in verschillende stijlen zoals art deco, art nouveau, eclecticisme en modernisme, waarvan er verschillende beschermd zijn.
  - het eclectisch huis en atelier van kunstschilder Lemmers, door Gabriel Charle
  - het modernistisch Huis Wolfers, door Henry Van de Velde
  - een modernistisch en art deco appartementsgebouw uit 1929, door Joe Ramaekers
  - het art nouveau huis en atelier van schilder Géo Bernier, door Alban Chambon
  - het eclectisch en art nouveau huis van architect Jean-Baptiste Dewin
  - het art nouveau huis en atelier van schilder Paul Verdussen, door Paul Hamesse
  - het voormalig chirurgisch instituut van dokter Depage en voormalig Nationaal Instituut van het Bloed uit 1926, door Jean-Baptiste Dewin

## Verkeer en vervoer
De wijk ligt tussen een aantal zuidelijke uitvalswegen uit Brussel. Ten noorden en oosten loopt de Waterloose steenweg (N5), ten oosten de Brugmannlaan (N261).

## Trivia
De gevangenis van Berkendael heeft als adres Berkendaelstraat, maar ligt op het grondgebied van Vorst.
Berkendaal · Boondaal · Matonge · Flagey · Neder-Elsene · Opper-Elsene · Solbos · Tenbos